# Biserica fortificată din Șura Mică
Biserica evanghelică luterană din Șura Mică, comuna Șura Mică, județul Sibiu, a fost construită treptat în secolele XIII-XVIII. Biserica se află pe noua listă a monumentelor istorice sub codul LMI:  SB-II-a-B-12567, cu următoarele obiective:
- cod LMI SB-II-m-B-12567.01 - Biserica evanghelică fortificată, sf. sec. XIII- sec. XVIII, 1506 (cor și turn);
- cod LMI SB-II-m-B-12567.02 - Incintă fortificată (fragment), sec. XVI.

## Biserica
Biserica evanghelică luterană a fost construită în secolul al XIII-lea ca bazilică romanică cu navă centrală, cor rectangular cu absidă semicirculară și nave laterale fără absidiole. La sfârșitul secolului al XV-lea și începutul secolului al XVI-lea, biserica, care purta hramul Sfintei Maria, a fost transformată în stil gotic și a fost fortificată. În anul 1506, absida semicirculară a fost demolată, corul a fost închis poligonal și sprijinit cu contraforți și boltit în rețea. Cu același prilej a fost ridicat un arc triumfal gotic din piatră profilată și a fost boltită nava centrală. Intrarea de pe partea de nord a fost întărită cu un turn cu patru etaje iar în vest a fost ridicat un turn adosat fațadei. Conform registrului parohiei evanghelice din anul 1506 se păstrează un înscris în care se spune: "Johanes Welther (Scholten) anul 106, ein Dominikaner Monch und Baumeister (un călugar dominican și constructor) ecclesia aedificatur".
În biserică se mai păstrează nealterate următoarele bunuri: un grup statuar din lemn datat în anul 1715, un altar în stil baroc, două chei de boltă sculptate și un baldachin în stil baroc din anul 1777 aflat în amvon.
S-au făcut lucrări de reparații și numeroase restaurări în anii 1676, 1715, 1761, 1781, 1856 și 1913. În anul 1959 s-a consolidat turnul clopotniță cu o structură din beton cu două centuri. După încă patru ani, în 1963 s-a consolidat corul cu centuri de beton construite deasupra și dedesuptul ferestrelor. Tot în 1963 s-a refăcut acoperișul bisericii.
În decursul secolelor a fost de mai multe ori pustiită de războaie și catastrofe. A suferit mai multe atacuri ale turcilor (1432, 1437/38 și 1493), a fost jefuită de trupele lui Mihai Viteazul în 1600 și de participanții la răscoala curuților, sub conducerea lui Francisc Rákóczi al II-lea, din 1706. În 1733 biserica a suferit daune în urma unui incendiu de proporții. Cutremurul din 1977 a produs mari stricăciuni bisericii evanghelice luterane.
În prezent, din vechea bazilică se mai păstrează doar fragmente din fațada de vest, parte din portalul nordic, peretele de sud, precum și stâlpii dintre nave, iar din fortificația ce înconjura odinioară biserica se mai păstrează numai câteva tronsoane la sud și vest de biserică.

## Galerie de imagini

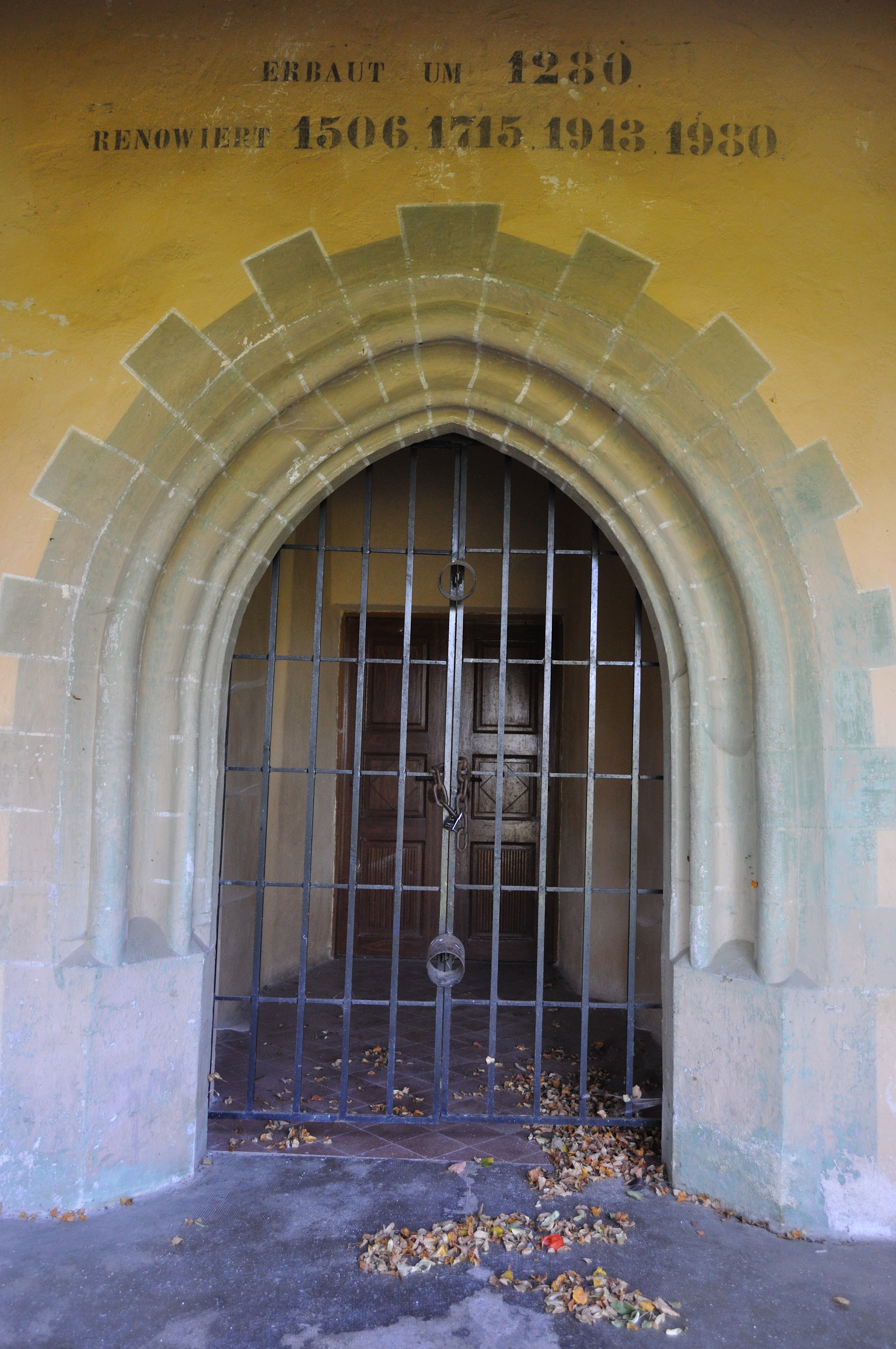
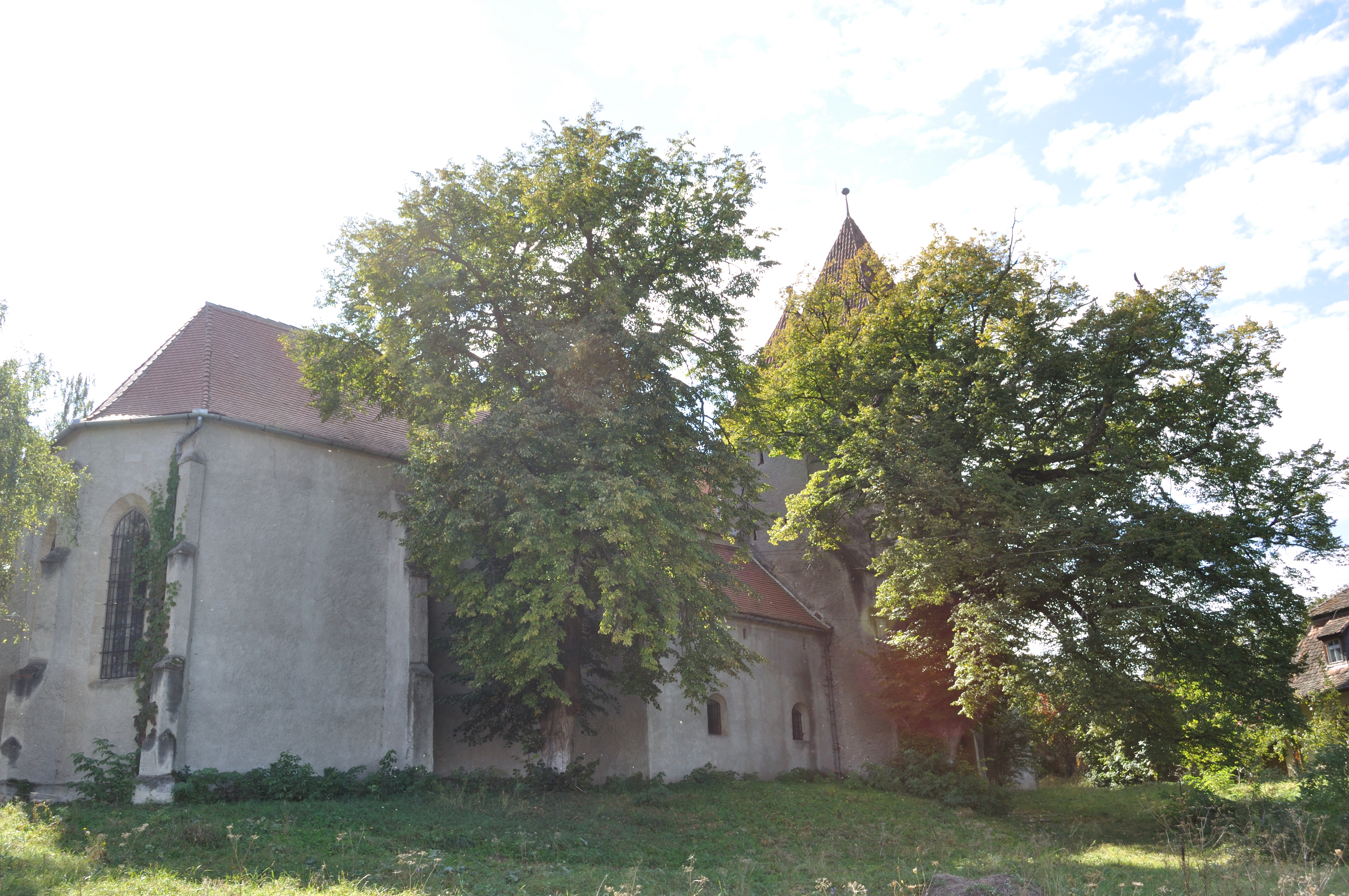